# انفجار یواس‌اس کول
انفجار یواس‌اس کول (انگلیسی: USS Cole bombing) حمله‌ای انتحاری علیه کشتی تخریبگر یواس‌اس کول نیروی دریایی ایالات متحده آمریکا در ۱۲ اکتبر ۲۰۰۰ بود، که در حالی انجام شد که این کشتی در لنگرگاه عدن یمن مشغول سوخت‌گیری بود. در مرگبارترین حمله علیه یک کشتی نیروی دریایی آمریکا از زمان رویداد یواس‌اس استارک در ۱۹۸۷، ۱۷ ملوان آمریکایی کشته و ۳۹ نفر زخمی شدند.این حمله انتحاری توسط یک قایق حامل مواد منفجره در نزدیکی ناوشکن صورت گرفت.
سازمان القاعده مسئولیت این حمله را بر عهده گرفت. یک قاضی ایالات متحده سودان را در حمله مسئول دانست و دیگری ۱۳ میلیون دلار از دارایی‌های مسدود شده سودان را به بستگان کشته شدگان داد.